# Bulbophyllum inhaiense
Bulbophyllum inhaiense là một loài thực vật có hoa trong họ Lan. Loài này được V.P.Castro & K.G.Lacerda mô tả khoa học đầu tiên năm 2009.